# Bandera de san Patricio

La bandera de san Patricio: unas líneas rojas en forma de aspa sobre un campo blanco.

La bandera de san Patricio contiene una cruz de san Andrés roja, una crux decussata (cruz en forma de X), en un campo blanco; representando a san Patricio, el santo patrón de Irlanda. También es conocida como cruz de san Patricio. En lenguaje heráldico, puede ser blasonado argén con la cruz en gules.
Esta bandera sirvió semioficialmente para representar a Irlanda desde la fundación de la Orden de San Patricio en 1783 hasta la creación del Estado Libre Irlandés en 1922. La bandera, sin embargo, nunca fue aceptada por los nacionalistas irlandeses, quienes la vieron como una creación británica, prefiriendo así, el uso de la tricolor republicana.
Es una de las banderas que forman la bandera del Reino Unido junto a la bandera de Inglaterra y la bandera de Escocia.